# 塩田康平
塩田 康平（しおた こうへい、1990年3月31日 - ）は、日本の俳優、ミュージシャンである。
香川県出身。劇団ひまわり所属。
2019年5月1日、一般女性と入籍。

## 出演

### テレビ
- 天皇の料理番 第12話（2015年7月12日、TBS）

### 映画
- 『Dance!DanceDance!!』（2014年、「Dance!DanceDance!!」製作委員会）
- 『EIKEN BOOGIE～涙のリターンマッチ～』（2015年、トキメディアワークス） - 伊賀鷹史 役

### CM
- totoBIG宝くじ（2014年）
- 大塚製薬 オロナミンC（2015年）

### ミュージックビデオ
- 小野賢章2ndシングル『ZERO』(2015年)

### 舞台
2012年
- ミュージカル・テニスの王子様2ndシーズン - ジャッカル桑原 役
  - 青学vs立海（7月13日 - 9月23日、TOKYO DOME CITY HALL 他）
  - SEIGAKU Farewell Party（10月11日-14日、JCBホール）
  - 青学vs比嘉（12月20日 - 2013年2月17日、日本青年館大ホール 他）

2013年
- ミュージカル・テニスの王子様2ndシーズン - ジャッカル桑原 役
  - コンサート Dream Live 2013（4月27日 - 29日・5月3日 - 5日、横浜アリーナ 他）

- ポチッとな。～Switching On Summer～(2013年7月10日 - 7月15日、俳優座劇場 - 小関安彦役)
- プレゼント◆5 side:三日月(2013年8月7日 - 8月11日、こどもの城　青山円形劇場）- フルムーン/白金尊役

2014年
- ミュージカル・テニスの王子様2ndシーズン - ジャッカル桑原 役
  - イベント 春の大運動会 2014（4月26日、横浜アリーナ）
  - 全国大会 青学vs立海（7月12日 - 9月28日、TOKYO DOME CITY HALL 他）
  - コンサート Dream Live 2014 （11月15日 - 16日・22日 - 24日、さいたまスーパーアリーナ 他）

2015年
- ラズベリーボーイ2(2015年7月15日 - 7月20日、俳優座劇場）- 日下部役
- goodmorningNo.5「世界征服ナイト」～ぼくらの15日間戦争～（2015年9月2日 - 9月16日、下北沢OFFOFFシアター）
- ハイパープロジェクション演劇 舞台 「ハイキュー!!」 - 田中龍之介 役
  - 「ハイキュー!!」 （2015年11月 - 12月、AiiA 2.5 Theater Tokyo 他）

2016年
- 舞台「GOKÛ」（2016年2月16日 - 2月28日、AiiA 2.5 Theater Tokyo ） - 金角 役
- ハイパープロジェクション演劇 舞台 「ハイキュー!!」 - 田中龍之介 役
  - “頂の景色”（2016年4月8日 - 5月8日、AiiA 2.5 Theater Tokyo 他）
  - "烏野、復活！" （2016年10月28日 - 12月4日、AiiA 2.5 Theater Tokyo 他）

- ROCK MUSICAL BLEACH(2016年7月28日 - 2016年8月7日、AiiA 2.5 Theater Tokyo / 8月24日 - 8月28日、京都劇場) - 斑目一角 役

2017年
- ハイパープロジェクション演劇 舞台 「ハイキュー!!」 - 田中龍之介 役
  - “勝者と敗者”（2017年3月24日 - 5月7日、TOKYO DOME CITY HALL 他）
  - “進化の夏”（2017年9月8日 - 10月29日、TOKYO DOME CITY HALL 他）

- イムリ（2017年7月26日 - 31日、俳優座劇場） - ガラナダ 役
- 池袋ウエストゲートパーク Song and Dance（2017年12月23日 - 2018年1月14日、東京芸術劇場 シアターウエスト / 2018年1月19日 - 1月21日、兵庫県立芸術文化センター） - マサ役

2018年
- ラ・セッテ　プロデュース『ギャング　アワー』(2018年3月13日 - 3月18日、赤坂RED/THEATER) - 渋谷役
- ハイパープロジェクション演劇 舞台 「ハイキュー!!」 - 田中龍之介 役
  - “はじまりの巨人”（4月28日 - 6月8日、日本青年館ホール 他）
  - “最強の場所（チーム）”（4月28日 - 6月8日、TOKYO DOME CITY HALL 他）

- 宝塚BOYS team SKY（8月4日 - 8月19日、東京芸術劇場プレイハウス / 8月22日、日本特殊陶業市民会館　ビレッジホール / 8月25日 - 8月26日、久留米シティプラザ　ザ・グランドホール / 8月31日 - 9月2日、サンケイホールブリーゼ） - 太田川剛 役

2019年
- 舞台「ヒロイン」（4月13日 - 21日、東京芸術劇場 シアターウエスト） - 河野全 役
- 『銀牙-流れ星 銀-』～絆編～（7月6日 - 7月15日、天王洲銀河劇場 / 7月20日 - 7月21日、AiiA 2.5 Theater Kobe）- スミス 役
- 舞台「この音とまれ!」（82019年8月17日 - 25日、全労済ホール　スペース・ゼロ / 9月7日 - 9月8日、福岡ももちパレス / 9月14日 - 9月15日、森ノ宮ピロティホール） - 足立実康 役
- PERSONA5 the stage（12月13日 - 15日、大阪メルパルクホール / 12月19日 - 29日、天王洲 銀河劇場）- 坂本竜司 役

2020年
- 舞台「信長の野望・大志 最終章 群雄割拠関ヶ原」(2020年6月4日 - 6月9日、シアター1010) - 真田幸村役　新型コロナウイルスの影響により全公演中止
- PERSONA5 the stage #2（10月1日 - 4日、KT Zepp Yokohama / 10月17日 - 18日、サンケイホールブリーゼ）- 坂本竜司 役
- 舞台「HELI-X」（12月3日 - 9日、紀伊國屋サザンシアター TAKASHIMAYA / 12月12日・13日、大阪メルパルクホール）- アンガー 役

2021年
- 自信初の脚本、演出、作詞を担当した舞台『監獄REQUIEM』上演(2021年2月3日（水）～7日（日）、東京都 新宿村LIVE）

劇中歌は、自身で活動しているROCK BAND BUCKSが書き下ろした曲を使用している
- 『ミュージカル ゴヤ -GOYA-』（4月14日 - 4月29日、日生劇場 / 5月7日 - 5月9日、御園座）- マヌエル・ゴドイ 役
- 舞台「HELI-X Ⅱ〜アンモナイトシンドローム〜」（10月7日 - 17日、紀伊國屋サザンシアター TAKASHIMAYA）- アンガー 役
- PERSONA5 the stage #3（12月10日 - 12日、メルパルクホール大阪 / 12月16日 - 19日、KT Zepp Yokohama）- 坂本竜司 役

2022年
- 本格文學朗読演劇 極上文學『ジキル＆ハイド』（1月22日 - 30日、紀伊國屋サザンシアター TAKASHIMAYA）- アターソン 役（Wキャスト）
- ミュージカル「ロミオの青い空」（3月31日 - 4月3日、東京建物 Brillia HALL）- ジョバンニ 役
- プライムーン＆GS382 ―2022年に愛を込めて―（5月12日 - 21日、品川プリンスホテル クラブeX） ※映像出演
- 音楽劇『クラウディア』Produced by 地球ゴージャス（7月4日 - 24日、東京建物 Brillia HALL / 7月29日 - 31日、森ノ宮ピロティホール）
- 朗読劇『愛憐記』谷崎潤一郎「春琴抄より」(2022年8月6日 - 8月8日)主演佐助役　コロナにより全公演中止
- PERSONA5 the Stage #4 FINAL（10月20日 - 23日、KT Zepp Yokohama）- 坂本竜司 役

2023年
- 青春POP ROCK 『ルーザーヴィル』(2023年3月5日 - 22日、新橋演舞場 / 4月6日 - 16日、松竹座 / 4月20日 - 21日、上野学園ホール / 4月26日 - 30日、御園座）- フランシス ウィアー - 役
- THE CONVOY SHOW vol.42 「コンボ・イ・ランド」（6月16日 -20日、東京建物 brillia hall）
- 『ワールドトリガー the Stage』 B級ランク戦開始編（2023年8月5日 - 6日、シアター1010 / 8月10日 - 13日、サンケイホールブリーゼ / 8月18日 - 27日、天王洲銀河劇場）- 来馬 辰也 役
- ミュージカル『聲の形』（2023年10月4日 - 8日、池袋サンシャイン劇場） - 竹内先生役
- 舞台『呪術廻戦』- 京都姉妹校交流会・起首雷同 -（2023年12月15日 - 31日、天王洲 銀河劇場）- 究極メカ丸（あるてぃめっとめかまる） 役

2024年
- 舞台『呪術廻戦』- 京都姉妹校交流会・起首雷同 -（2024年1月6日 - 14日、AiiA 2.5 Theater Kobe）- 究極メカ丸 役
- 舞台『あねさきの風 〜学び直しで立ち直った不良たちと学校の物語〜』（2024年3月14日 - 17日、俳優座劇場）
- 音楽劇『瀧廉太郎の友人、と知人とその他の諸々』（2024年5月2日 - 4日、北沢タウンホール） - 基吉 役
- THE CONVOY SHOW vol.43『ONE DAY〜Last Run! Run!! Run!!!〜』（2024年7月26日 - 8月25日、ザ・ガーデンホール・ルーム 他）
- 舞台『呪術廻戦 0』WITH LIVE BAND（2024年12月13日 - 29日、天王洲 銀河劇場 / 2025年1月18日 - 19日、SkyシアターMBS）- 祢木利久 役
- Mystery Theater vol.2『スターライドオーダー2』（2024年12月29日、ブルースクエア四谷）

2025年
- 舞台タメ劇 vol.1『タイムカプセル Bye Bye Days』（1月24日、紀伊國屋ホール） - はるちん（春田里志） 役（回替わりゲスト）
- 『ワールドトリガー the Stage』B級ランク戦最終決戦編（4月12日 - 20日、日本青年館ホール / 4月24日 - 27日、COOL JAPAN PARK OSAKA WWホール / 5月2日 - 11日、シアターH） - 来馬辰也 役
- 舞台『ジョーカー・ゲームIII』（11月21日 - 30日〈予定〉、天王洲 銀河劇場） - 小田切 役

2026年
- KRISTオリジナル舞台作品（2026年2月）

### 音楽
- 自身でROCK BAND 『BUCKS』を作り2016年からライブハウスを中心に精力的にワンマンライブを行っている

メンバーは塩田康平と俳優の山口賢人
- 2018年7月7日、BUCKS初のアルバム『STAR BUCKS』をリリース

オリコン週間インディーズチャートで第三位獲得
- BUCKS FIRST LIVE〜at X'mas〜（2016年12月16日、CHELSEA HOTEL）
- BUCKS 2ND LIVE〜at summer time〜（2017年6月11日、渋谷WWW）
- BUCKS 3RD LIVE〜at new year〜（2018年1月27日、CHELSEA HOTEL）
- BUCKS THE RELEASE PARTY（2018年7月7日、SOUNDE MUSEUM VISION）
- BUCKS THE AFTRR PARTY 2DAYS（2018年9月8日 - 9日、渋谷LUSH）
- BUCKS BUCKS NEW YEAR PARTY 2019〜LAST OF HEISEI〜（2019年1月19日、渋谷WWW）
- BUCKS THE AFTER PARTY AT BIRTHDAY（2019年3月31日、渋谷gee-ge.）
- BUCKS NEW ERA PARTY AT WELCOME TO REIWA（2019年10月12日、代官山UNIT）
- BUCKS 男気 NIGHT(2020年8月10日、Streaming Live)
- BUCKS AT BIRTHDAY(2022年8月6日、渋谷gee-ge.)
- BUCKS ACOUSTIC DAY LIVE(2022年11月5日、渋谷gee-ge.)
- BUCKS ROCK NIGHT(2022年11月5日、渋谷gee-ge.)
- BUCKS-色々解禁祭-(2023年9月2日、渋谷gee-ge.)
- BUCKS-NEW YEAR NIGHT-(2024年1月20日、渋谷gee-ge.)
- BUCKS RELEASE & BIRTHDAY TOUR-THE BIRTHDAY-(2024年3月31日、SHIBUYA GUILTY  4月6日、大阪放送芸術学園ドリームホール）